# Friedrich Erdmann (Anhalt-Köthen-Pleß)

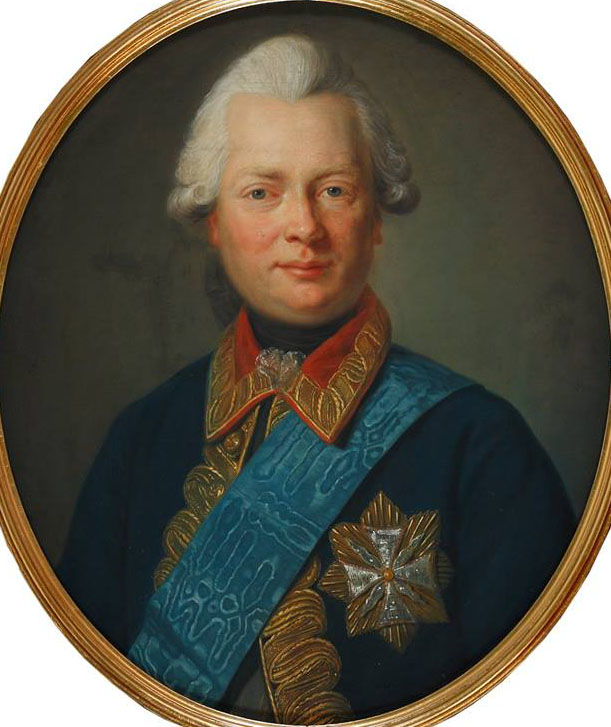
Fürst Friedrich Erdmann von Anhalt-Köthen-Pleß

Friedrich Erdmann von Anhalt-Köthen-Pleß (* 27. Oktober 1731 in Köthen; † 12. Dezember 1797 in Pleß) aus dem Geschlecht der Askanier war Fürst zu Anhalt-Köthen-Pleß.

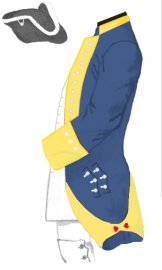
Regiment Anhalt, 1758, siehe Kronoskaf-Projekt.

## Leben
Friedrich Erdmann war der jüngere Sohn des Fürsten August Ludwig von Anhalt-Köthen (1697–1755) aus dessen Ehe mit Emilie (1708–1732), Tochter des Grafen Erdmann II. von Promnitz. Friedrich Erdmann stand zunächst, so noch im August 1751, im Dienst der preußischen Armee. Im Juli 1754 kam er als Capitain einer Kompanie im preußischen Infanterieregiment von Meyerinck (Nr. 26) in Finanznot und ersuchte über den König Friedrich II.  mehrfach um Unterstützung bei seinem Vater. September 1755 suchte er im Kabinett um seinen Abschied nach, musste versichern, nicht in österreichische oder kaiserliche Dienste einzutreten, und erhielt am 10. Oktober 1755 seine Dimission. Bald darauf wechselte er in französische Militärdienste. In letzteren beteiligte er sich, u. a. ab 10. März 1759 als Inhaber eines Fremdenregiments der Linieninfanterie, des Infanterieregiments Anhalt, und als Kommandeur der Brigade Anhalt in der Schlacht bei Minden, an Feldzügen gegen Preußen und seine Verbündeten und verließ nach dem Frieden von Hubertusburg 1766 den Militärdienst. Er begab sich auf Reisen nach Russland. Nach der Hinrichtung König Ludwigs XVI. legte er alle französischen Militärwürden nieder und ging wieder in das preußische Heer, wo er noch ab 1797 Generalleutnant war.

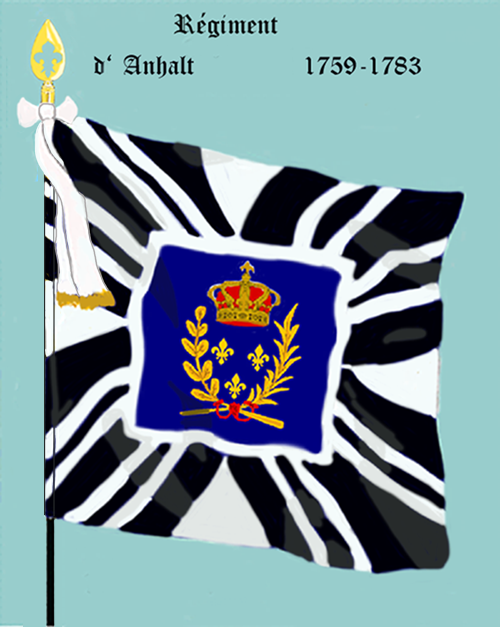
Rgt. Anhalt, Fahne 1759

Im Jahre 1765 ging die Standesherrschaft Pleß an das Haus Anhalt-Köthen über, die der letzte Graf von Promnitz seinem Neffen Friedrich Erdmann gegen eine Rente überließ, weshalb dieser den Titel eines Fürsten von Anhalt-Köthen-Pleß annahm. Somit wurde Pleß zu einer Sekundogenitur Anhalt-Köthens. Im Jahr 1767 wurde er durch König Friedrich II. von Preußen auch offiziell mit Pleß belehnt. Unter dem als unternehmerisch beschriebenen Fürsten entwickelte sich die Standesherrschaft industriell enorm. Dabei setzte Friedrich Erdmann gegenüber dem preußischen Staat sein Bergregal durch und führte den Steinkohlebergbau zur Blüte. Von 1775 bis 1776 ließ er in Tichau ein zweiflügliges Barockschloss errichten.
Friedrich Erdmann siedelte 1779 Seiffersdorffer Protestanten in seiner Herrschaft an, denen er viele Privilegien gewährte. Im Jahr darauf schlossen sich auch die Eltern von Friedrich Schleiermacher mit ihrem Sohn der Emigrantenkolonie an.
Friedrich Erdmann war Ritter des polnischen Weißen Adlerordens. Nach seiner Herrschaft Pleß wurde die Plessenburg im Harz benannt.

## Nachkommen
Friedrich Erdmann heiratete am 13. Juni 1766 auf Schloss Wernigerode Gräfin Louise (1744–1784), Tochter des Grafen Heinrich Ernst zu Stolberg-Wernigerode, mit der er folgende Kinder hatte:
- Ernst (1768–1808), wegen „Gemütsschwäche“ in der Erbfolge übergangen[6]
- Ferdinand (1769–1830), Herzog von Anhalt-Köthen

⚭ 1. 1803 Prinzessin Luise von Schleswig-Holstein-Sonderburg-Beck (1783–1803)
⚭ 2. 1816 Gräfin Julie von Brandenburg (1793–1848)
- Anna Emilie (1770–1830), Erbin von Pleß

⚭ Graf Hans Heinrich VI. von Hochberg-Fürstenstein (1768–1833)
- Benedikte (1771–1773)
- Christiane (1774–1783)
- Georg (1776–1777)
- Heinrich (1778–1847), Herzog von Anhalt-Köthen

⚭ 1819 Prinzessin Auguste Reuß zu Köstritz (1794–1855)
- Christian Friedrich (* 14. November 1780; † 30. August 1813) in der Schlacht bei Culm
- Ludwig (* 16. Juli 1783; † 5. November 1841), Fürst von Anhalt-Köthen-Pleß

## Ehrungen
Nach ihm wurde die Plessenburg in der Grafschaft Wernigerode benannt.